# Giải vô địch bóng đá thế giới các câu lạc bộ 2021
Giải vô địch bóng đá thế giới các câu lạc bộ 2021 là phiên bản thứ 18 của FIFA Club World Cup, giải đấu bóng đá cấp các câu lạc bộ quốc tế do Liên đoàn bóng đá thế giới (FIFA) tổ chức giữa những câu lạc bộ vô địch châu lục, cũng như nhà vô địch của giải vô địch quốc gia nước chủ nhà. Giải đấu được tổ chức tại Các Tiểu Vương quốc Ả rập Thống Nhất từ ngày 3 tháng 2 đến ngày 12 tháng 2 năm 2022.
Bayern Munich là đương kim vô địch, nhưng không thể bảo vệ chức vô địch khi bị loại ở vòng tứ kết UEFA Champions League 2020–21. 
Chelsea thắng trận 2–1 vượt Palmeiras sau hiệp phụ và giành chức vô địch FIFA Club World Cup đầu tiên của họ.

## Chủ nhà
Ban đầu, Club World Cup mở rộng tại Trung Quốc được lên kế hoạch tổ chức vào tháng 6 và tháng 7 năm 2021. Tuy nhiên, do mâu thuẫn lịch thi đấu với UEFA Euro 2020, Copa America 2020 và Thế vận hội Mùa hè 2020 (bị lùi thời gian khai mạc từ mùa hè năm 2020 sang mùa hè năm 2021 do ảnh hưởng của COVID-19), vào tháng 3, Liên đoàn bóng đá thế giới (FIFA) quyết định hoãn Club World Cup mở rộng đến cuối năm 2021, 2022 hoặc 2023.
Vào ngày 4 tháng 12 năm 2020, Hội đồng FIFA thông báo rằng Club World Cup, với thể thức trước đó, sẽ được tổ chức vào cuối năm 2021 tại Nhật Bản. Tuy nhiên, vào ngày 8 tháng 9 năm 2021, Hiệp hội bóng đá Nhật Bản từ bỏ quyền đăng cai, vì lượng khán giả vào sân bị hạn chế do đại dịch COVID-19 tại Nhật Bản. Nhiều quốc gia bày tỏ sự quan tâm đến việc đăng cai giải đấu khi cuộc đấu thầu được mở lại, bao gồm Brazil, Ai Cập, Qatar, Ả Rập Xê Út, Nam Phi và Các Tiểu vương quốc Ả Rập Thống nhất. Vào ngày 20 tháng 10 năm 2021, Hội đồng FIFA quyết định trao quyền đăng cai cho Các Tiểu vương quốc Ả Rập Thống nhất, và lùi thời gian khai mạc từ cuối năm 2021 đến đầu năm 2022

## Các đội tham dự
| Đội                             | Liên đoàn        | Tư cách tham dự                        | Ngày giành quyền tham dự | Lần tham dự thứ (các lần trước)        |
| Vào vòng bán kết                | Vào vòng bán kết | Vào vòng bán kết                       | Vào vòng bán kết         | Vào vòng bán kết                       |
| ------------------------------- | ---------------- | -------------------------------------- | ------------------------ | -------------------------------------- |
| Palmeiras                       | CONMEBOL         | Vô địch Copa Libertadores 2021         | 27 tháng 11 năm 2021     | 2 (2020)                               |
| Chelsea                         | UEFA             | Vô địch UEFA Champions League 2020–21  | 29 tháng 5 năm 2021      | 2 (2012)                               |
| Vào vòng tứ kết                 |                  |                                        |                          |                                        |
| Al Hilal                        | AFC              | Vô địch AFC Champions League 2021      | 23 tháng 11 năm 2021     | 2 ( 2019)                              |
| Al Ahly                         | CAF              | Vô địch CAF Champions League 2020–21   | 17 tháng 7 năm 2021      | 7 (2005, 2006, 2008, 2012, 2013, 2020) |
| Monterrey                       | CONCACAF         | Vô địch CONCACAF Champions League 2021 | 28 tháng 10 năm 2021     | 5 (2011, 2012, 2013, 2019)             |
| Play-off giành quyền vào tứ kết |                  |                                        |                          |                                        |
| AS Pirae                        | OFC              | Được đề cử bởi OFC                     | 31 tháng 12 năm 2021     | 1 (Lần đầu)                            |
| Al Jazira                       | AFC (chủ nhà)    | Vô địch UAE Pro League 2020–21         | 20 tháng 10 năm 2021     | 2 (2017)                               |

Ghi chú
1. ↑  Vào ngày 4 tháng 6 năm 2021, OFC quyết định hủy OFC Champions League 2021 do việc đóng cửa biên giới trên khắp Thái Bình Dương do Đại Dịch Covid-19, và không trao chức vô địch.[12] Đại diện của OFC tại FIFA Club World Cup 2021, Auckland City, được xác nhận bởi OFC vào ngày 3 tháng 8 năm 2021. Đội được lựa chọn bởi Ủy ban điều hành OFC dựa trên các nguyên tắc về thành tích thể thao, sử dụng xếp hạng tổng thể có tính đến vị trí cuối cùng của OFC Champions League từ năm 2016 đến năm 2020 và áp dụng cho các câu lạc bộ được các hiệp hội thành viên đề cử để tham dự OFC Champions League 2021.[13]Vào ngày 31 tháng 12 năm 2021, Auckland City rút khỏi giải do việc mở lại biên giới ở New Zealand bị trì hoãn liên quan đến đại dịch COVID-19 và việc đưa vào sử dụng lại hệ thống cách ly và kiểm dịch được quản lý bắt buộc khi trở về nước. AS Pirae đã được đề cử làm đại diện của OFC tham dự giải đấu.[14]
2. ↑  Al Jazira vô địch UAE Pro League 2020–21 vào ngày 11 tháng 5 năm 2021, và vào ngày 16 tháng 10 năm 2021 Al Wahda là đại diện cuối cùng của Các Tiểu Vương quốc Ả rập Thống Nhất bị loại khỏi AFC Champions League 2021. Tuy nhiên, sự tham gia của Al Jazira không được xác nhận cho đến khi Các Tiểu vương quốc Ả Rập Thống nhất được chỉ định làm chủ nhà giải đấu vào ngày 20 tháng 10 năm 2021.

## Địa điểm thi đấu
Các trận đấu được diễn ra tại hai địa điểm ở thành phố Abu Dhabi, cả hai đều là nơi tổ chức các trận đấu tại Cúp bóng đá châu Á 2019.
| Abu Dhabi | Abu Dhabi                       | Abu Dhabi              |
| --------- | ------------------------------- | ---------------------- |
| Abu Dhabi | Sân vận động Mohammed bin Zayed | Sân vận động Al Nahyan |
| Abu Dhabi | Capacity: 37,500                | Capacity: 15,000       |
| Abu Dhabi |                                 |                        |

## Trọng tài
5 trọng tài, 10 trợ lý trọng tài và 7 trợ lý trọng tài video được lựa chọn để điều khiển các trận đấu.
| Liên đoàn | Trọng tài          | Trợ lý trọng tài                      | Trợ lý trọng tài Video                                 |
| --------- | ------------------ | ------------------------------------- | ------------------------------------------------------ |
| AFC       | Chris Beath        | - Anton Shchetinin - Ashley Beecham   | Ammar Aljeneibi                                        |
| CAF       | Mustapha Ghorbal   | - Mokrane Gourari - Abdelhak Etchiali |                                                        |
| CONCACAF  | César Arturo Ramos | - Alberto Morin - Miguel Hernández    | Drew Fischer                                           |
| CONMEBOL  | Fernando Rapallini | - Juan Pablo Belatti - Diego Bonfá    | - Nicolás Gallo - Mauro Vigliano                       |
| UEFA      | Clément Turpin     | - Nicolas Danos - Cyril Gringore      | - Willy Delajod - Massimiliano Irrati - Pol van Boekel |

Một trọng tài hỗ trợ cũng được lựa chọn cho giải đấu.
| Liên đoàn | Trọng tài hỗ trợ |
| --------- | ---------------- |
| OFC       | David Yareboinen |

## Các trận đấu
Lễ bốc thăm của giải đấu được tổ chức vào ngày 29 tháng 11 năm 2021, lúc 17:00 CET (UTC+1), tại trụ sở FIFA ở Zürich, Thụy Sĩ, để quyết định các trận đấu của vòng hai (giữa đội thắng ở vòng đầu tiên và các đội từ AFC, CAF, CONCACAF và OFC), và đối thủ của hai đội thắng ở vòng hai trong trận bán kết (gặp các đội từ CONMEBOL và UEFA). 
Nếu trận đấu hòa sau thời gian thi đấu chính thức: 
- Đối với các trận đấu loại trực tiếp, hiệp phụ được diễn ra. Nếu vẫn hòa sau hiệp phụ, sẽ đá luân lưu để phân định thắng thua.
- Đối với các trận tranh hạng năm và hạng ba, không có hiệp phụ, hai đội sẽ vào thẳng loạt sút luân lưu để phân định thắng thua.

|  | Vòng 1                                     | Vòng 1                                     |                                            |         | Vòng 2                               | Vòng 2                               |               |               | Bán kết | Bán kết |  |  | Chung kết                                   | Chung kết                                   |
|  | 3 tháng 2 năm 2022 – Abu Dhabi (MBZ)       |                                            |                                            |         |                                      |                                      |               |               |         |         |  |  |                                             |                                             |
|  | Al Jazira                                  | 4                                          |                                            |         | 6 tháng 2 năm 2022 – Abu Dhabi (MBZ) | 6 tháng 2 năm 2022 – Abu Dhabi (MBZ) |               |               |         |         |  |  |                                             |                                             |
|  | Al Jazira                                  | 4                                          |                                            |         | 6 tháng 2 năm 2022 – Abu Dhabi (MBZ) | 6 tháng 2 năm 2022 – Abu Dhabi (MBZ) |               |               |         |         |  |  |                                             |                                             |
|  | AS Pirae                                   | 1                                          |                                            |         | Al Hilal                             | 6                                    |               |               |         |         |  |  |                                             |                                             |
|  | AS Pirae                                   | 1                                          | 9 tháng 2 năm 2022 – Abu Dhabi (MBZ)       |         | Al Hilal                             | 6                                    |               |               |         |         |  |  |                                             |                                             |
|  |                                            |                                            |                                            |         | Al Jazira                            | 1                                    |               |               |         |         |  |  |                                             |                                             |
|  | Al Hilal                                   | 0                                          |                                            |         | Al Jazira                            | 1                                    |               |               |         |         |  |  |                                             |                                             |
|  | Al Hilal                                   | 0                                          |                                            |         |                                      |                                      |               |               |         |         |  |  |                                             |                                             |
|  |                                            |                                            | Chelsea                                    | 1       |                                      |                                      |               |               |         |         |  |  |                                             |                                             |
|  |                                            |                                            | Chelsea                                    | 1       |                                      |                                      |               |               |         |         |  |  |                                             |                                             |
|  |                                            |                                            | 12 tháng 2 năm 2022 – Abu Dhabi (MBZ)      |         |                                      |                                      |               |               |         |         |  |  |                                             |                                             |
|  |                                            |                                            |                                            |         |                                      |                                      |               |               |         |         |  |  |                                             |                                             |
|  | Palmeiras                                  | 1                                          |                                            |         |                                      |                                      |               |               |         |         |  |  |                                             |                                             |
|  | Palmeiras                                  | 1                                          | 5 tháng 2 năm 2022 – Abu Dhabi (Al Nahyan) |         |                                      |                                      |               |               |         |         |  |  |                                             |                                             |
|  |                                            | Chelsea                                    | 2                                          |         |                                      |                                      |               |               |         |         |  |  |                                             |                                             |
|  |                                            |                                            | 2                                          | Al Ahly | 1                                    |                                      |               |               |         |         |  |  |                                             |                                             |
|  | 8 tháng 2 năm 2022 – Abu Dhabi (Al Nahyan) |                                            |                                            | Al Ahly | 1                                    |                                      |               |               |         |         |  |  |                                             |                                             |
|  |                                            | Monterrey                                  | 0                                          |         |                                      |                                      |               |               |         |         |  |  |                                             |                                             |
|  | Palmeiras                                  | Monterrey                                  | 0                                          | 2       |                                      |                                      |               |               |         |         |  |  |                                             |                                             |
|  | Palmeiras                                  | Tranh hạng năm                             | Tranh hạng năm                             | 2       |                                      |                                      | Tranh hạng ba | Tranh hạng ba |         |         |  |  |                                             |                                             |
|  |                                            | Tranh hạng năm                             | Tranh hạng năm                             |         | Al Ahly                              | 0                                    | Tranh hạng ba | Tranh hạng ba |         |         |  |  |                                             |                                             |
|  | Monterrey                                  | 3                                          | Al Ahly                                    | 4       | Al Ahly                              | 0                                    |               |               |         |         |  |  |                                             |                                             |
|  | Monterrey                                  | 3                                          | Al Ahly                                    | 4       |                                      |                                      |               |               |         |         |  |  |                                             |                                             |
|  | Al Jazira                                  | 1                                          | Al Hilal                                   | 0       |                                      |                                      |               |               |         |         |  |  |                                             |                                             |
|  | Al Jazira                                  | 1                                          | Al Hilal                                   | 0       |                                      |                                      |               |               |         |         |  |  |                                             |                                             |
|  | 9 tháng 2 năm 2022 – Abu Dhabi (Al Nahyan) | 9 tháng 2 năm 2022 – Abu Dhabi (Al Nahyan) |                                            |         |                                      |                                      |               |               |         |         |  |  | 12 tháng 2 năm 2022 – Abu Dhabi (Al Nahyan) | 12 tháng 2 năm 2022 – Abu Dhabi (Al Nahyan) |

Tất cả thời gian đều là giờ địa phương, GST (UTC+4).

### Vòng 1
| Al Jazira                                                   | 4–1      | AS Pirae         |
| ----------------------------------------------------------- | -------- | ---------------- |
| - Al-Ameri 5' - A. Al-Attas 25' - Kosanović 41' - Diaby 63' | Chi tiết | Rabii 48' (l.n.) |

### Vòng 2
| Al Ahly    | 1–0      | Monterrey |
| ---------- | -------- | --------- |
| - Hany 53' | Chi tiết |           |

| Al Hilal | 6–1      | Al Jazira    |
| --- | -------- | ------------ |
| - O. Ighalo 36' - M. Pereira 40' - M. Kanno 57' - S. Al-Dawsari 77' - M. Marega 88' - A. Carrillo 90+2' (ph.đ.) | Chi tiết | A. Diaby 14' |

### Bán kết
| Palmeiras                | 2–0      | Al Ahly |
| ------------------------ | -------- | ------- |
| - R. Vega 39' - Dudu 49' | Chi tiết |         |

| Al Hilal | 0–1      | Chelsea         |
| -------- | -------- | --------------- |
|          | Chi tiết | - R. Lukaku 32' |

### Tranh hạng 5
| Monterrey                                                | 3–1      | Al Jazira   |
| -------------------------------------------------------- | -------- | ----------- |
| - Z. Jassim 4' (l.n.) - R. Fues Mori 11' - C. Montes 25' | Chi tiết | Bruno 90+1' |

### Tranh hạng 3
| Al Ahly                                                   | 4–0      | Al Hilal |
| --------------------------------------------------------- | -------- | -------- |
| - Y.Ibrahim 8', 17' - A.Abdel Kader 40' - A.Al Sulaya 64' | Chi tiết |          |

### Chung kết
| Palmeiras          | 1–2 (s.h.p.) | Chelsea                                 |
| ------------------ | ------------ | --------------------------------------- |
| R.Vega 64' (ph.đ.) | Chi tiết     | - R.Lukaku 55' - K.Havertz 117' (ph.đ.) |

## Cầu thủ ghi bàn
| Hạng | Cầu thủ            | Đội       | Bàn thắng |
| ---- | ------------------ | --------- | --------- |
| 1    | Abdoulay Diaby     | Al Jazira | 2         |
| 1    | Yasser Ibrahim     | Al Ahly   | 2         |
| 1    | Romelu Lukaku      | Chelsea   | 2         |
| 1    | Raphael Veiga      | Palmeiras | 2         |
| 5    | Ahmed Abdel Kader  | Al Ahly   | 1         |
| 5    | Zayed Al-Ameri     | Al Jazira | 1         |
| 5    | Ahmed Al-Attas     | Al Jazira | 1         |
| 5    | Salem Al-Dawsari   | Al Hilal  | 1         |
| 5    | Bruno              | Al Jazira | 1         |
| 5    | André Carrillo     | Al Hilal  | 1         |
| 5    | Dudu               | Palmeiras | 1         |
| 5    | Amr El Solia       | Al Ahly   | 1         |
| 5    | Rogelio Funes Mori | Monterrey | 1         |
| 5    | Mohamed Hany       | Al Ahly   | 1         |
| 5    | Kai Havertz        | Chelsea   | 1         |
| 5    | Odion Ighalo       | Al Hilal  | 1         |
| 5    | Mohamed Kanno      | Al Hilal  | 1         |
| 5    | Miloš Kosanović    | Al Jazira | 1         |
| 5    | Moussa Marega      | Al Hilal  | 1         |
| 5    | César Montes       | Monterrey | 1         |
| 5    | Matheus Pereira    | Al Hilal  | 1         |

2 bàn phản lưới nhà
- Mohammed Rabii (Al Jazira, trong trận gặp AS Pirae)
- Zayed Sultan (Al Jazira, trong trận gặp Monterrey)

## Bảng xếp hạng
Theo quy ước thống kê trong bóng đá, các trận đấu quyết định trong hiệp phụ được tính là thắng và thua, trong khi các trận quyết định bằng loạt sút luân lưu được tính là hòa.
| VT | Đội                  | ST | T | H | B | BT | BB | HS | Đ |
| -- | -------------------- | -- | - | - | - | -- | -- | -- | - |
| 1  | Chelsea (UEFA)       | 2  | 2 | 0 | 0 | 3  | 1  | +2 | 6 |
| 2  | Palmeiras (CONMEBOL) | 2  | 1 | 0 | 1 | 3  | 2  | +1 | 3 |
| 3  | Al Ahly (CAF)        | 3  | 2 | 0 | 1 | 5  | 2  | +3 | 6 |
| 4  | Al Hilal (AFC)       | 3  | 1 | 0 | 2 | 6  | 6  | 0  | 3 |
| 5  | Monterrey (CONCACAF) | 2  | 1 | 0 | 1 | 3  | 2  | +1 | 3 |
| 6  | Al Jazira (AFC) (H)  | 3  | 1 | 0 | 2 | 6  | 10 | −4 | 3 |
| 7  | AS Pirae (OFC)       | 1  | 0 | 0 | 1 | 1  | 4  | −3 | 0 |